# Ненни Шухайда Бинти Шамсуддин
Ненни Шухайда Бинти Шамсуддин (род. 1970-е) — малазийская юристка, с 2016 года — судья Высокого шариатского суда в Селангоре. Она и Нур Худа Рослан — единственные две женщины-судьи Высокого шариатского суда в Малайзии.
Шамсуддин получила международное признание за наблюдение за делами о полигамии и халвате. Она заявила, что законы шариата, особенно в случаях полигамии, «существуют для защиты прав женщин».

## Юридическая карьера
Шамсуддин проработала в бюро юридической помощи три года, прежде чем уйти на работу в судебную систему Путраджайя. Работала в прокуратуре до 2016 года. В 2016 году она была назначена судьёй шариатской судебной системы. Она и Рослан стали первыми женщинами, назначенными в высшую инстанцию суда.

## Личная жизнь
У Шамсуддин трое детей. Она училась в Национальном университете Малайзии, где получила степень в области исламоведения и психологии, а также диплом в области управления исламской судебной системой и шариатом.

## Награды
В 2018 году Шамсуддин была названа одной из 100 женщин Би-би-си. Она была единственной женщиной из Малайзии, представленной в этом году.